# Klingertjärnen (Dalby socken, Värmland)
Klingertjärnen är en sjö i Torsby kommun i Värmland och ingår i Göta älvs huvudavrinningsområde. Sjön är 4 meter djup, har en yta på 0,015 kvadratkilometer och är belägen 417 meter över havet.